# Гранит Фолс (Северна Каролина)
Гранит Фолс (енгл. Granite Falls) град је у америчкој савезној држави Северна Каролина.

## Демографија
По попису из 2010. године број становника је 4.722, што је 110 (2,4%) становника више него 2000. године.
| Група             | 2000.         | 2010.         |
| Белци             | 4.175 (90,5%) | 4.304 (91,1%) |
| Афроамериканци    | 108 (2,3%)    | 81 (1,7%)     |
| Азијати           | 18 (0,4%)     | 32 (0,7%)     |
| Хиспаноамериканци | 280 (6,1%)    | 247 (5,2%)    |
| Укупно            | 4.612         | 4.722         |